# Juliska Venetien
Juliska Venetien (italienska Venezia Giulia; kroatiska och slovenska Julijska Krajina; tyska Julisch Venetien; venetianska Venesia Jułia; friuliska Vignesie Julie; latin Carsia Julia; engelska Julian March) är ett område i Venetien i gränstrakterna av Italien, Slovenien och Kroatien. Det geografiska området namngavs 1863 av den italienske språkforskaren Graziadio Isaia Ascoli baserat på gränser under Romarriket och namnet på bergskedjan Juliska alperna (i sin tur namngiven efter Julius Caesar). Benämningen blev ett verktyg i Italiens territoriella ambitioner i nordost. Idag ligger delar av området i den italienska regionen Friulien och Juliska Venetien (Friuli-Venezia Giulia).